# Prijenosnik
Prijenosnik ili prigon je mehanički sklop (mehanizam) za prijenos snage ili gibanja s pogonskoga na gonjeni dio stroja (mehanički prijenos). Taj se sklop u osnovi sastoji od pogonskoga i gonjenoga člana koji se vrte (rotiraju), a prijenos se ostvaruje njihovim izravnim dodirom, ili neizravno, remenom, užetom, lancima i slično. Različitim promjerom članova postižu se njihove različite brzine vrtnje. Zbog toga je glavno obilježje prijenosnika njegov prijenosni omjer, to jest omjer brzine vrtnje (broja okretaja) pogonskoga i gonjenoga člana. Ako je taj omjer veći od jedan, brzina vrtnje stroja smanjuje se, a radni moment sile, odnosno sila, povećava, a mehanički je uređaj kojim se to postiže reduktor; kada je prijenosni omjer manji od jedan, uređaj se naziva multiplikator. Uređaj s promjenljivim prijenosnim omjerom naziva se mjenjač brzine. 
S pogonskoga na gonjeni član sila se može prenositi njihovim posebnim oblikom (zupčanički, zupčasti remen, lančani prijenos) ili trenjem (tarni, remenski prijenos). Tarni prijenos najjednostavniji je oblik prijenosa izravnim dodirom. Snaga se njime prenosi trenjem među članovima – tarenicama (frikcijskim kotačima). Zupčanički prijenos danas se najčešće primjenjuje, a ostvaruje se parom zupčanika u međusobnom dodiru, čije osi mogu biti usporedne, okomite ili kose. Izvodi se za prijenos od najmanjih do najvećih snaga, u široku rasponu prijenosnih omjera, čak i za vrlo visoke brojeve okretaja. Ima veliku pogonsku sigurnost i dug vijek trajanja, mogućnost kratkotrajna preopterećenja, te razmjerno jednostavno održavanje. Remenski prijenos među članovima (remenicama) ostvaruje se neizravno, preko gibljiva remena spojenih krajeva, a remen može biti plosnat, zupčast ili klinast. Prijenos obodne sile s remenice na remen postiže se trenjem. Remenskomu je prijenosu sličan prijenos u kojem se umjesto remena koristi uže (čelično, ili od prirodnih ili umjetnih vlakana). Lančani prijenos također je neizravan, ali se snaga prenosi oblikom članova, pa ga čine par zupčanika te lanac koji na njih nasjeda. Planetarni prijenos ostvaruje se tako da mu barem jedan član (planetarni član) osim oko vlastite osi, rotira oko još jedne osi. Odlikuje se velikim prijenosnim omjerom, malim izmjerama (dimenzijama) i velikom specifičnom snagom. Ovisno o izvedbi, sastoji se od više zupčanika ili tarenica, od kojih je barem jedan središnji (sunčani), nepomične geometrijske osi, a jedan planetarni.

## Prijenosni omjer
Prijenosni omjer ili prijenosni odnos prijenosnika (oznaka: R) je omjer brzina ulaznog (pogonskog) i izlaznog (gonjenog) člana prijenosnika. Kod zupčanog prijenosnika obodna brzina ulaznog (pogonskog) i izlaznog (gonjenog) zupčanika mora biti jednaka:
{\displaystyle v=r_{A}\cdot \omega _{A}=r_{B}\cdot \omega _{B}\!}
gdje je: rA – polumjer kinematske kružnice pogonskog (ulaznog) zupčanika, rB – polumjer kinematske kružnice gonjenog (izlaznog) zupčanika, ωA – kutna brzina pogonskog (ulaznog) zupčanika, ωB – kutna brzina gonjenog (izlaznog) zupčanika.
Broj zubiju zupčanika je razmjeran polumjeru zupčanika, pa vrijedi:
{\displaystyle {\frac {\omega _{A}}{\omega _{B}}}={\frac {r_{B}}{r_{A}}}={\frac {N_{B}}{N_{A}}}.}
gdje je: NA – broj zubiju pogonskog zupčanika, NB – broj zubiju gonjenog zupčanika. Prema tome, prijenosni omjer zupčanog prijenosnika je:
{\displaystyle R={\frac {\omega _{A}}{\omega _{B}}}={\frac {N_{B}}{N_{A}}}.}
Iz ove jednadžbe se može zaključiti da je broj zubiju gonjenog (izlaznog) zupčanika veći od pogonskog zupčanika, ali isto da se pogonski zupčanik okreće brže od gonjenog zupčanika. Prema najnovijim ISO propisima treba prijenosnom omjeru dodati negativni predznak ako je smjer vrtnje jednog zupčanika suprotan smjeru vrtnje drugog zupčanika.
Momenti sile se odnose:
{\displaystyle R={\frac {T_{B}}{T_{A}}},}
gdje je: TA – moment sile pogonskog (ulaznog) zupčanika, TB -  moment sile gonjenog (izlaznog) zupčanika.
Ako je prijenosni omjer prijenosnika veći od 1 (R ˃ 1), onda se kod tog prijenosnika kutna brzina smanjuje na izlazu, pa se takvi prijenosnici nazivaju reduktori. Prednost reduktora je da mu se moment sile na izlazu povećava. 
Ako je prijenosni omjer prijenosnika manji od 1 (R ˂ 1), onda se kod tog prijenosnika kutna brzina povećava na izlazu, pa se takvi prijenosnici nazivaju multiplikatori. Nedostatak multiplikatora je da mu se moment sile na izlazu smanjuje.
Kod remenskog i tarnog prijenosa podjelimo promjer pogonske remenice s promjerom gonjene remenice.

## Mehanički prigon za pravocrtna kretanja

### Zupčani prigon
Zupčani prigon sastoji se od pogonskog zupčanika zagonske zubne letve. Za prijenos većih sila upotrebljava se koso ozubljenje (stožnik). Brzina radnog kretanja nezavisna od brzine povratnog kretanja upotrebljava se obično na portalnim blanjalicama.

### Pužni prigon
Pužni prigon sastoji se od pogonskog puža i zagonske pužne motke. Brzina radnog kretanja nezavisno je od povratnog kretanja. Upotrebljava se obično na portalnim glodalicama.

### Vijčani prigon
Vijčani prigon sastoji se od pogonskoga navojnog vretena i zagonske matice. Brzina radnog kretanja nezavisna je od povratnog kretanja. Upotrebljava se na suportima alatnih strojeva.

### Jednostavni koljenasti prigon
Jednostavni koljenasti prigon se sastoji od rotirajuće ploče B na kojoj se rukavac D može na određenom polumjeru R učvrstiti, ojnice S i klizača S. Najveća radna brzina kretanja približno je jednaka najvećoj povratnoj brzini. Vrijeme radnog hoda jednako je vremenu povratnog hoda. Zbog tih svojstava nije jednostavni koljenasti prigon isplativ i upotrebljava se samo na pristrojima za dubljenje na univerzalnim i alatnim glodalicama.

### Koljenasti prigon s dvokrakom polugom
Koljenasti prigon s dvokrakom polugom sastoji se od rotirajuće ploče B na kojoj se rukavac D može na određenom polumjeru učvrtiti, ojnice S, dvokrake poluge P i klizača K. Taj prigon ima kinetička svojstva kao i jednostavni koljenasti prigon. Upotrebljava se na dubilici za ozubljavanje.

### Prigon s krivuljama
Prigon s krivuljama sastoji se od rotirajućeg bubnja B na čijem se oplošju nalazi pričvršćena krivulja određenog oblika i dvokrake poluge P. Jedan kraj poluge P zahvaća krivulju a drugi klizač K. Povratni hod ostvaruje se protukrivuljom. Upotrebljava se na automatima. 

### Prigon s krivuljastom pločom
Prigon s krivuljastom pločom upotrebljava se također na automatima. Povratni hod osigurava opruga.

### Kulisni prigon
Kulisni prigon sastoji se od rotirajuće ploče B na kojoj se rukavac D može na određenom polumjeru učvrstiti. Na rukavcu D klizni kamen C klizi u prorezu kulise P koja oscilira oko zgloba E. Drugi kraj kulise vezan je vezom V za klizač K. Brzina radnog kretanja je manja od brzine povratnog kretanja. Upotrebljava se na kratkohodnim blanjalicama.

### Slike
|                                |                      |                               |                 |
| Jednostavni koljenasti prigon. | Prigon s krivuljama. | Prigon s krivuljastom pločom. | Kulisni prigon. |

## Vanjske poveznice
|  | Zajednički poslužitelj ima još gradiva o temi Prijenosnik |